# Pedicularis flexuosa
Pedicularis flexuosa är en snyltrotsväxtart som beskrevs av Joseph Dalton Hooker. Pedicularis flexuosa ingår i släktet spiror, och familjen snyltrotsväxter. Inga underarter finns listade i Catalogue of Life.